# سمورنيون يتيم
السمورنيون اليتيم (باللاتينية: Smyrnium orphanidis) نوع نباتي يتبع جنس السمورنيون من الفصيلة الخيمية.

## الموئل والانتشار
النبات واطن في بلاد الشام واليونان.